# Liczba Arrheniusa
Liczba Arrheniusa – jedna z liczb podobieństwa. Wyraża stosunek energii aktywacji do energii ruchu nieuporządkowanego cząsteczki (energii termicznej). Znajduje zastosowanie w obliczeniach stopnia przereagowania reakcji chemicznych oraz w obliczeniach związanych z ruchem masy.
Liczbę tę definiuje się wzorem:
{\displaystyle \alpha ={\frac {E_{o}}{R\cdot T}},}
gdzie:
{\displaystyle E_{o}} – energia aktywacji,
{\displaystyle R} – stała gazowa,
{\displaystyle T} – temperatura.